# Kópavogur
Kópavogur este un oraș aflat în vestul Islandei, cu o populație de aproximativ 30.800 locuitori (2011). Acesta este un oraș portuar, fiind al doilea oraș ca mărime din țară, dupa Reykjavík. Kópavogur este parte a zonei metropolitane Marele Reykjavík, în care locuiește 65% din populația Islandei.

## Evoluția populației
Populația orașului Kópavogur în anii 2005 - 2013:

## Orașe înfrățite

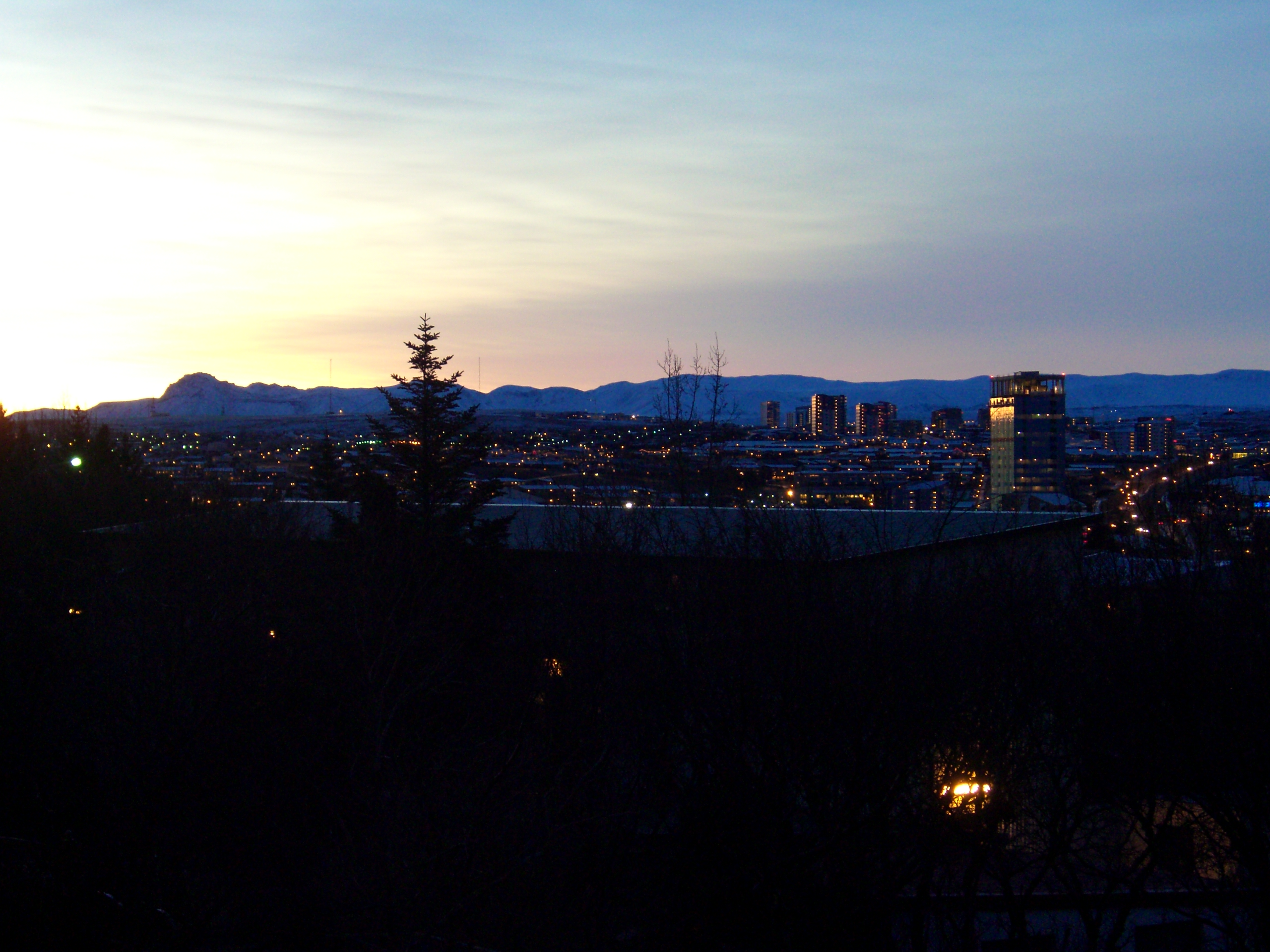
Kópavogur nocturn

- Klaksvik, Insulele Feroe
- Mariehamn, Insulele Åland
- Norrköping, Suedia
- Odense, Danemarca
- Tampere, Finlanda
- Trondheim, Norvegia